# Remus von Woyrsch

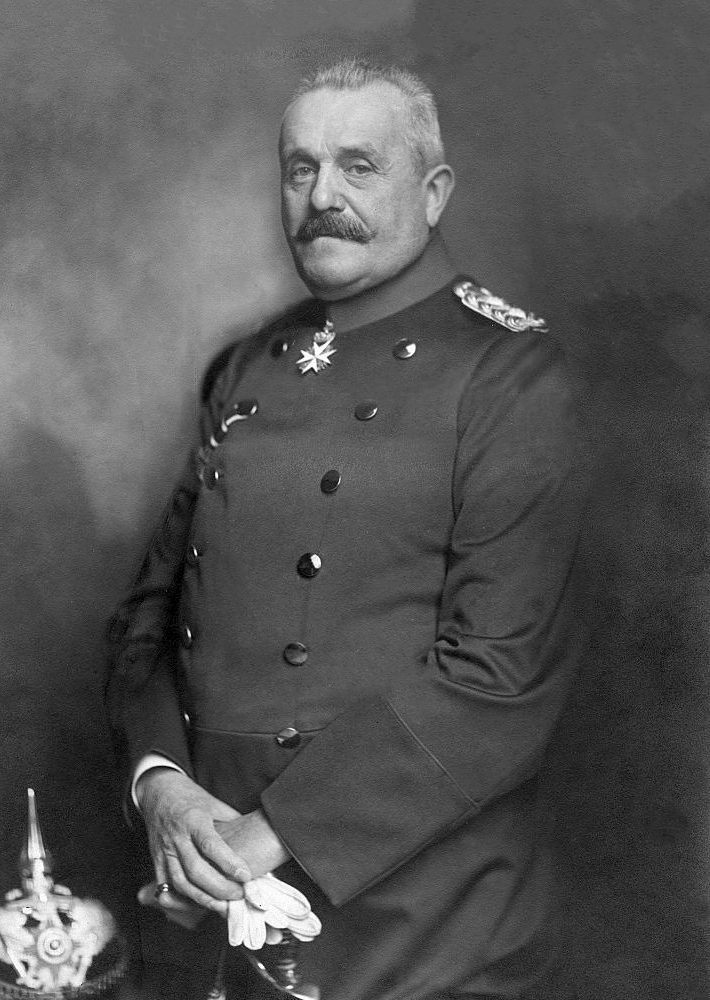
Remus von Woyrsch

Martin Wilhelm Remus von Woyrsch (* 4. Februar 1847 auf Gut Pilsnitz, Kreis Breslau; † 6. August 1920 ebenda) war ein preußischer Generalfeldmarschall, Mitglied des Preußischen Herrenhauses (1908–1918) und Ehrenkommendator des Johanniterordens.

## Leben

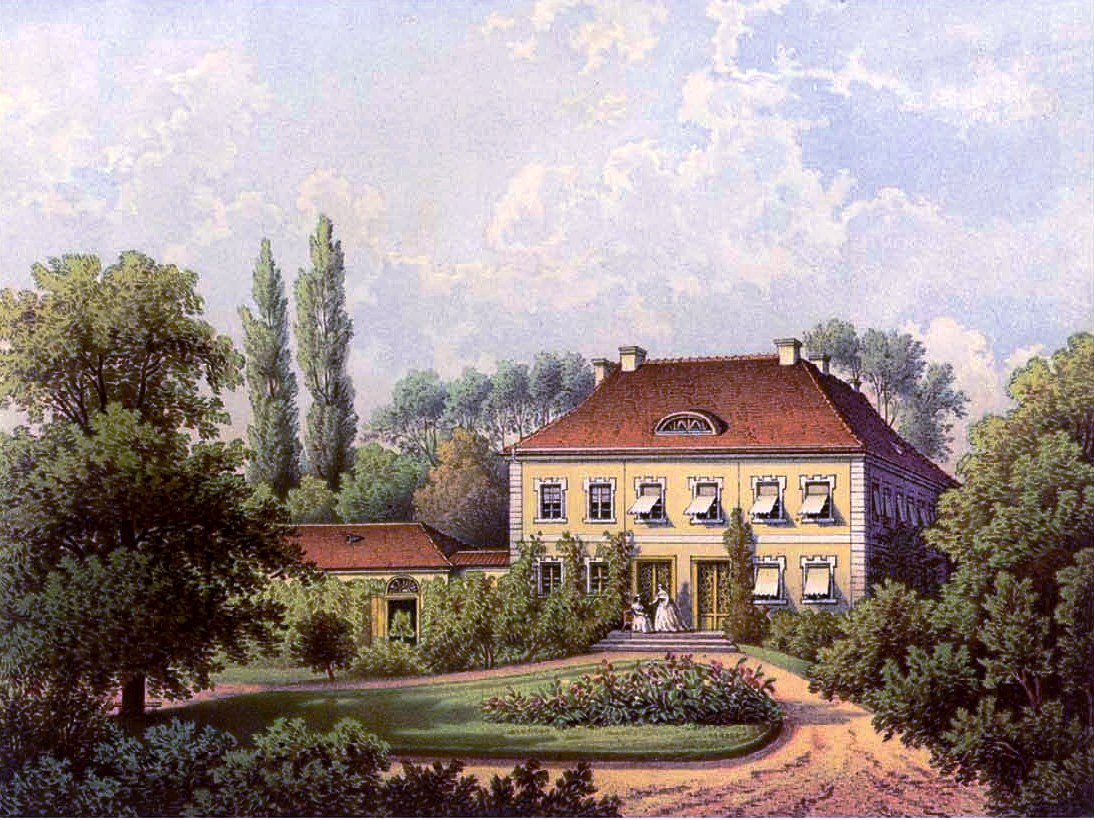
Rittergut Pilsnitz um 1860, Sammlung Alexander Duncker

### Herkunft
Woyrsch entstammte einem alten südböhmischen, ab etwa 1500 in Troppau (Mährisch-Schlesien) ansässigen Adelsgeschlecht von Woyrsch. Er war der Sohn des preußischen Wirklichen Geheimrats und Mitglied des Preußischen Herrenhauses Karl Wilhelm Remus von Woyrsch (1814–1899), Rechtsritter des Johanniterordens, und dessen Ehefrau Cäcilie, geborene von Websky (1825–1903).
Der preußische Kammerherr und Rittergutsbesitzer Günther von Woyrsch war sein Bruder. Sein Neffe war der spätere SS-Obergruppenführer und General der Polizei Udo von Woyrsch (1895–1983).

### Militärkarriere
Nachdem Woyrsch in Breslau sein Abitur abgelegt hatte, trat er am 5. April 1866 als Fahnenjunker in das 1. Garde-Regiment zu Fuß der Preußischen Armee ein. Nach erst achtwöchiger Dienstzeit nahm er am Deutschen Krieg teil. Als Fähnrich seines Regiments rettete er auf dem Schlachtfeld von Königgrätz den schwerverwundeten Leutnant Prinz Anton von Hohenzollern-Sigmaringen. Als er dem Prinzen einen Notverband um die zerschmetterten Knie anlegen wollte, wurden beide von Österreichern gefangen genommen. Eine Verteidigung mit der Waffe lehnte Anton als sinnloses Blutvergießen ab. Diese Szene findet sich später als Bronzerelief an der Berliner Siegessäule wieder. Für diese Tat wurde Woyrsch mit dem Militär-Ehrenzeichen II. Klasse ausgezeichnet.
Im Deutsch-Französischen Krieg wurde Woyrsch bei St. Privat verwundet und erhielt das Eiserne Kreuz II. Klasse. Nach Kriegsende war er zunächst Regimentsadjutant sowie von April 1876 bis Ende April 1878 Adjutant der 2. Garde-Infanterie-Brigade. Anschließend kommandierte man ihn zum Großen Generalstab. Am 18. Oktober 1879 erfolgte seine Ernennung zum Kompaniechef im 1. Garde-Regiment zu Fuß. Hier unterwies Woyrsch Prinz Wilhelm, den späteren Deutschen Kaiser, im Geländedienst. Ohne die Kriegsakademie durchlaufen zu haben, wurde er Mitte April 1882 in den Großen Generalstab versetzt. Nach verschiedenen Generalstabsverwendungen erhielt er am 30. Mai 1896 das Kommando über das Garde-Füsilier-Regiment und wurde anschließend am 1. September 1897 mit der Führung der 4. Garde-Infanterie-Brigade beauftragt. Mit seiner Beförderung zum Generalmajor am 18. November 1897 erfolgte seine Ernennung zum Kommandeur. Woyrsch gab die Brigade schließlich am 17. April 1901 ab, wurde mit der Führung der 12. Division beauftragt und einen Monat später als Generalleutnant zum Kommandeur ernannt. ab 29. Mai 1903 fungierte Woyrsch als Kommandierender General des VI. Armee-Korps. In dieser Eigenschaft erhielt er im November 1907 die Erlaubnis zur Annahme des Ehrenkreuzes I. Klasse des Fürstlichen Hausordens von Hohenzollern. Unter Verleihung des Schwarzen Adlerordens, zu der er später auch noch die Kette erhielt, wurde Woyrsch schließlich am 9. Februar 1911 in seinem Verhältnis à la suite des 1. Garde-Regiments zu Fuß mit der gesetzlichen Pension zur Disposition gestellt.

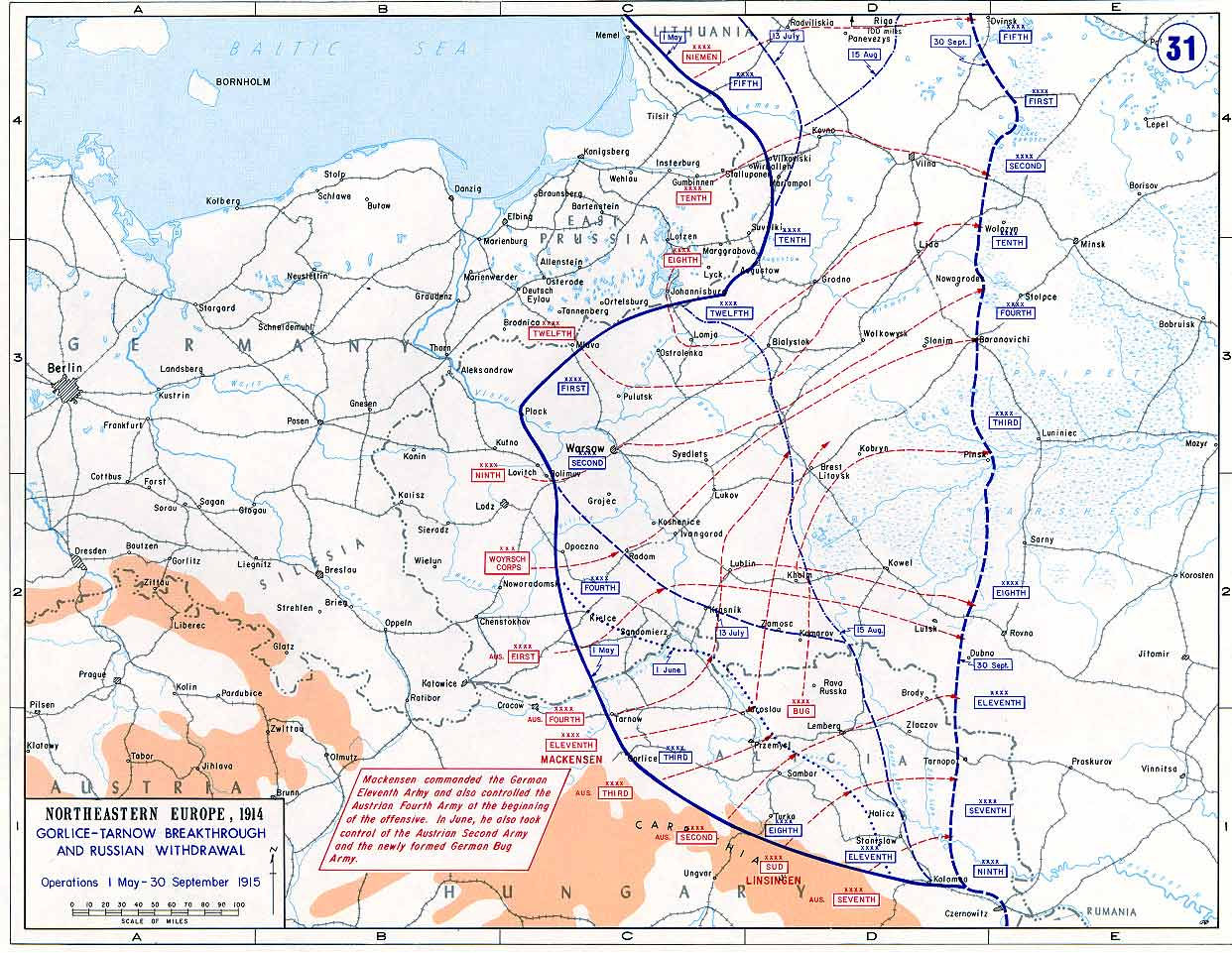
Korps Woyrsch 1915

Mit Ausbruch des Ersten Weltkriegs wurde Woyrsch reaktiviert und zum Kommandierenden General des aus schlesischen Landwehreinheiten gebildeten Landwehrkorps ernannt. Dieses drang bis zur Weichsel vor und verstärkte dort den linken Flügel der österreich-ungarischen Armee Dankl, die auch Schlesien beschirmen sollte. In der dreitägigen Schlacht bei Tarnawka gegen die Russen deckte er mit seiner Armeeabteilung den Rückzug der Österreicher. Die Petersburger Zeitung schrieb daraufhin: „Nur die Tätigkeit der kleinen preußischen Landwehrtruppe verhinderte in dieser Schlacht die völlige Vernichtung der österreichischen Armee.“ Mit seiner Beförderung zum Generaloberst am 3. Dezember 1914 gab Woyrsch die Führung des Landwehrkorps ab, blieb aber Oberbefehlshaber der nach ihm benannten Armeeabteilung. Im Juli 1915 gelang die Durchbruchsschlacht von Sienno und für seine Beteiligung bei diesem Sieg wurde Woyrsch am 23. Juli 1915 mit dem Eichenlaub zum Pour le Mérite ausgezeichnet. In den kommenden Wochen ging es über den Bug 400 km weit kämpfend bis an die obere Schtschara, wo die Armeeabteilung erst beiderseits Baranowitschi, am Serwetsch und Oginski-Kanal zum Stehen kam und in den Stellungskrieg überging. Für sein Wirken erhielt Woyrsch am 20. September 1915 das Großkreuz des Bayerischen Militärverdienstordens mit Schwertern und am 9. Februar 1916 das Komturkreuz II. Klasse des Militär-St.-Heinrichs-Ordens. Nachdem Leopold von Bayern zum Oberbefehlshaber Ost ernannt worden war, rückte Woyrsch zum Oberbefehlshaber der nach ihm benannten Heeresgruppe auf.
Die Stadt Leobschütz schuf im November 1915 zu Ehren von Woyrsch die Figur des „Eisernen Woyrsch“, eine der zahlreichen Nagelungsfiguren des Ersten Weltkriegs.
Nach dem Zusammenbruch der zaristischen Armee und dem Abschluss des Waffenstillstandes an der Ostfront wurde die Heeresgruppe „Woyrsch“ am 31. Dezember 1917 aufgelöst. In Genehmigung seines Abschiedsgesuches und in Würdigung seiner langjährigen militärischen Verdienste in drei Kriegen beförderte Wilhelm II. ihn mit diesem Datum zum Generalfeldmarschall.
Woyrsch setzte sich auf Schloss Pilsnitz, das einst Friedrich II. vor seinem Einzug in Breslau am 31. Januar 1741 als Hauptquartier gedient hatte, zur Ruhe und verstarb dort am 6. August 1920.

### Familie
Woyrsch heiratete am 26. September 1873 in Potsdam Thekla von Massow (1854–1943), die Tochter des preußischen Oberforstmeisters Hermann von Massow und der Thekla von Websky.

## Ehrungen

### Orden und Ehrenzeichen
- Ritterkreuz III. Klasse mit Krone des Roter Adlerordens[4]
- Ritterkreuz I. Klasse des Kronenordens[4]
- Ritterkreuz des Königlichen Hausordens von Hohenzollern[4]
- Kommandeur I. Klasse des Ordens vom Zähringer Löwen[4]
- Großkreuz des Albrechts-Ordens mit Goldenem Stern[4]
- Offizier des Belgischen Leopoldsordens[4]
- Kommandeur I. Klasse des Dannebrogordens[4]

### Ehrendoktorat
- 22. Juli 1915: Ehrendoktorwürde der Schlesischen Friedrich-Wilhelms-Universität zu Breslau (Dr. phil. h. c.)

### Sonstige Ehrungen
- Ehrenbürger von Breslau
- Ehrenbürger von Neisse
- Chef des 4. Niederschlesischen Infanterie-Regiments Nr. 51 am 21. November 1916
- Inhaber des k.u.k. Infanterie-Regiments Nr. 138 am 6. Juni 1918

Kaiser Wilhelm II. bestimmte außerdem, dass einer der acht Wehrtürme der Ordensburg Marienburg den Namen „Woyrisch“ zu führen hatte.